# 雷地史密斯 (夸祖魯-納塔爾省)
28°34′48″S 29°45′10″E / 28.58000°S 29.75278°E

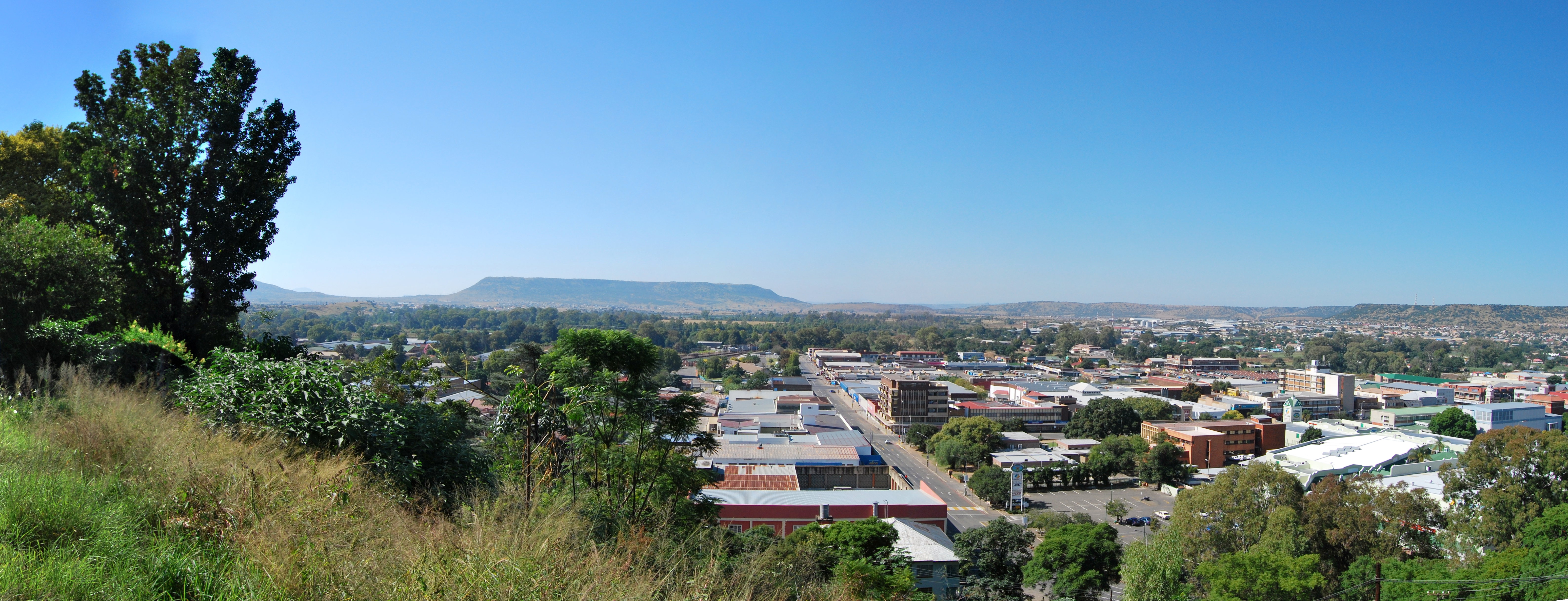

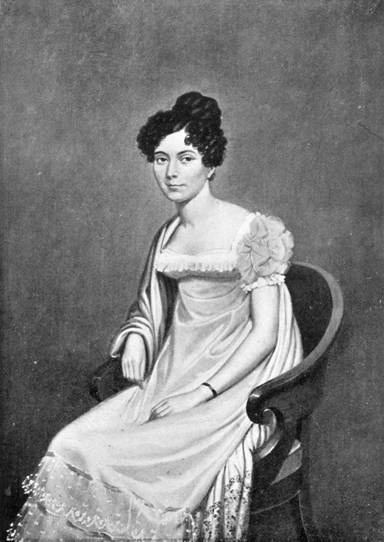
胡安娜·玛丽亚·德·洛斯·多洛雷斯·德·莱昂·史密斯

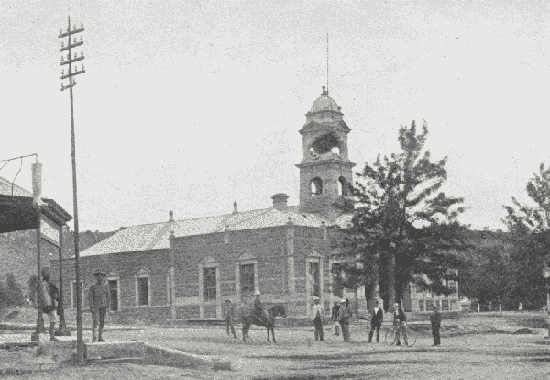

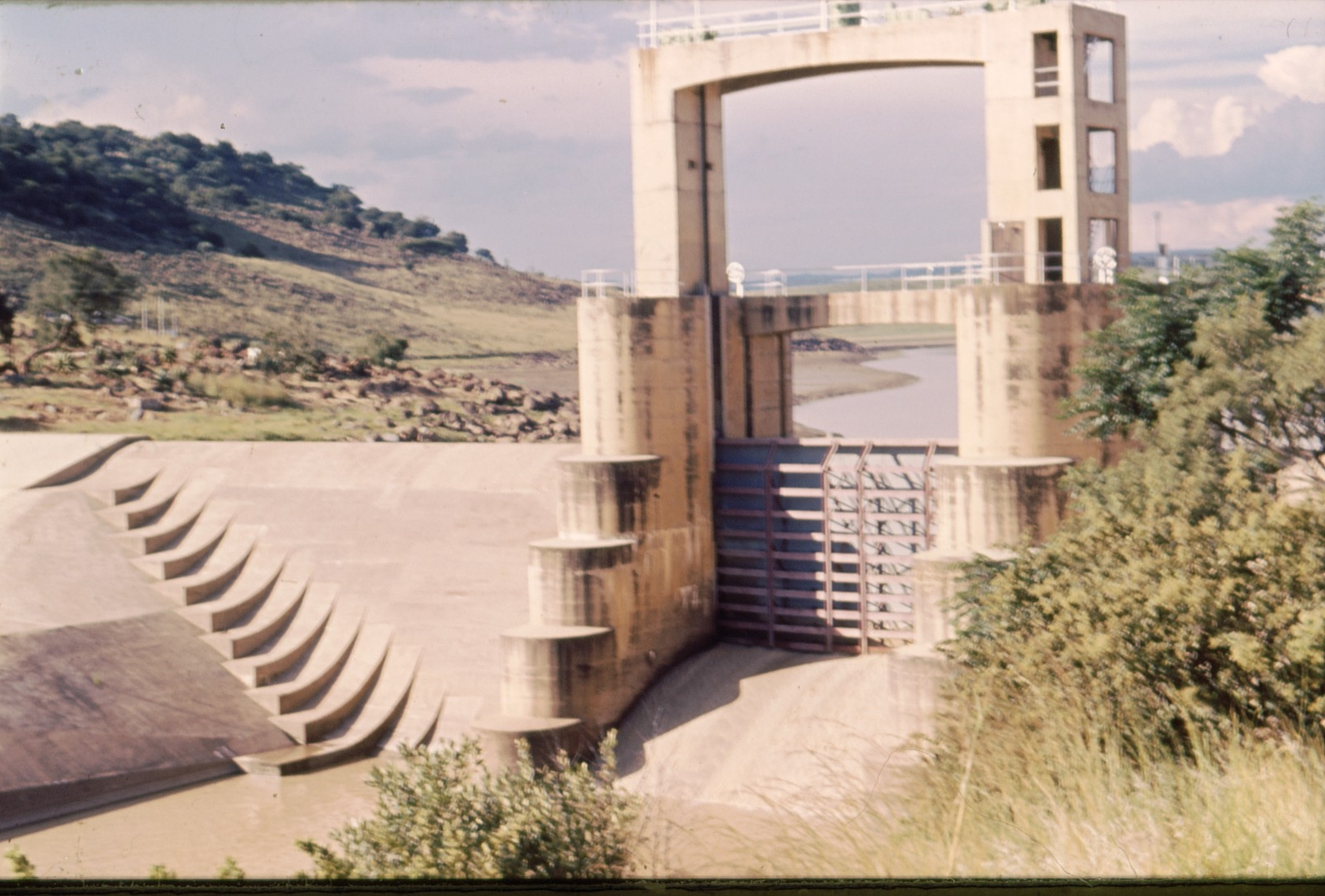

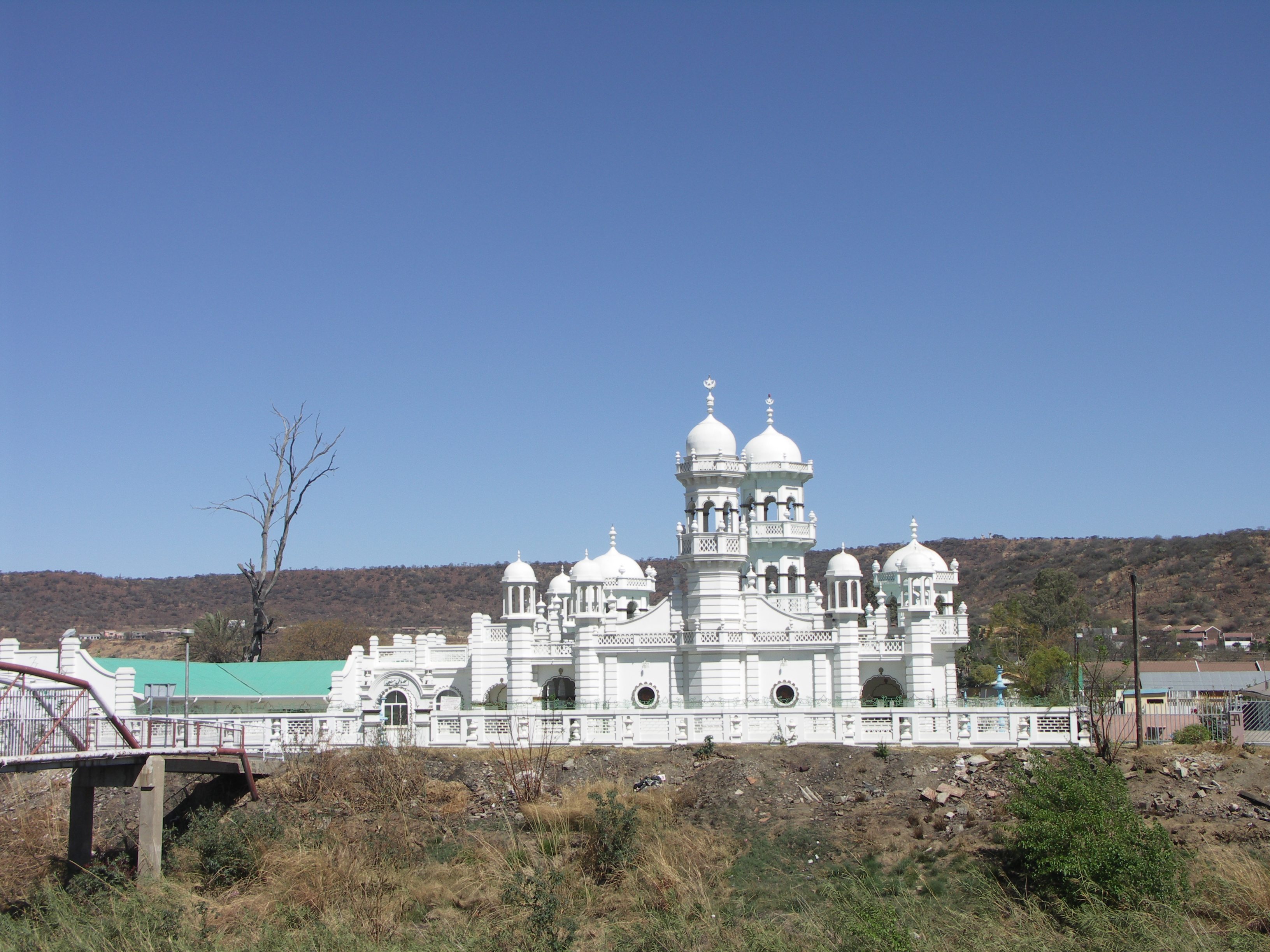

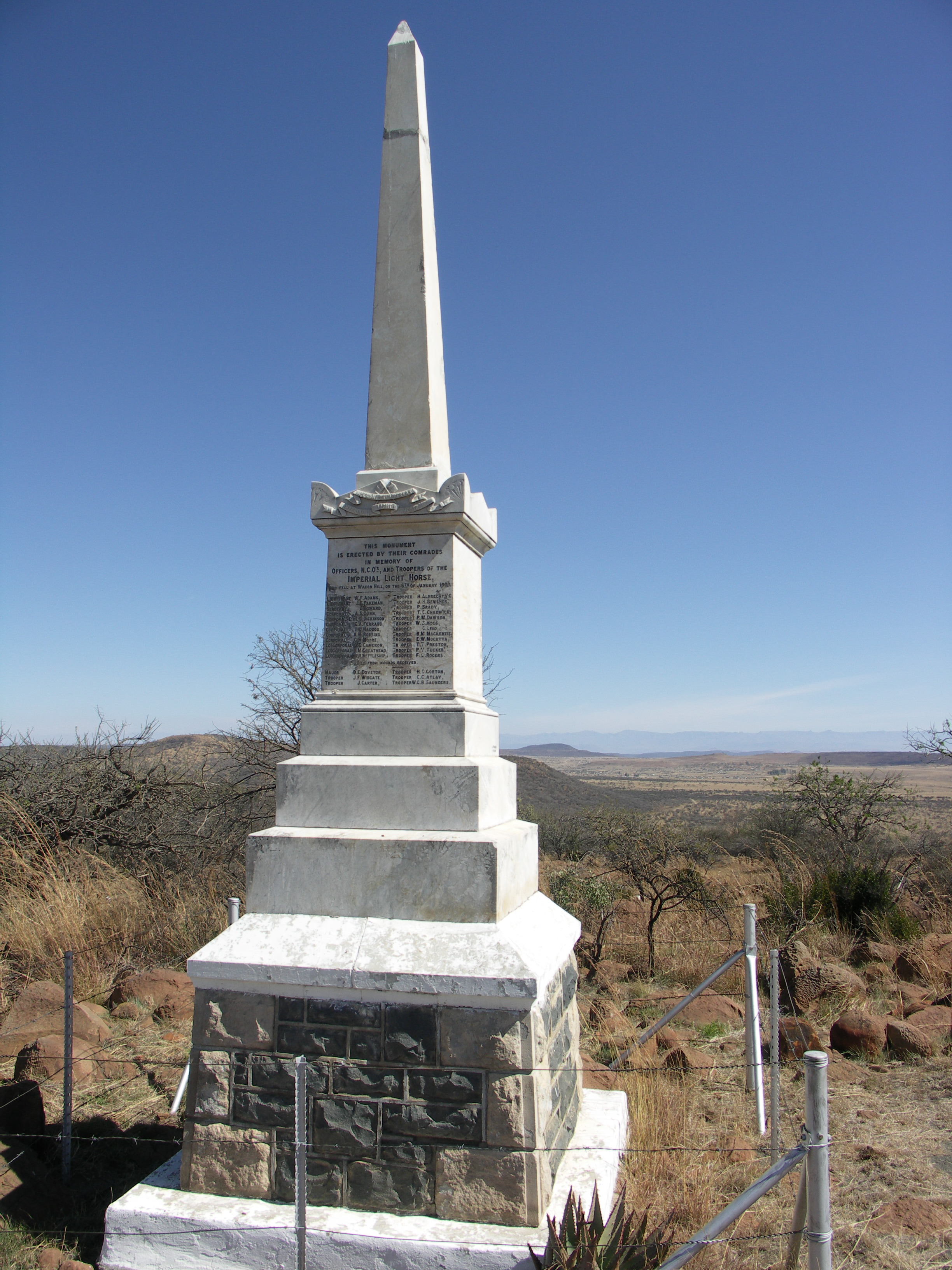

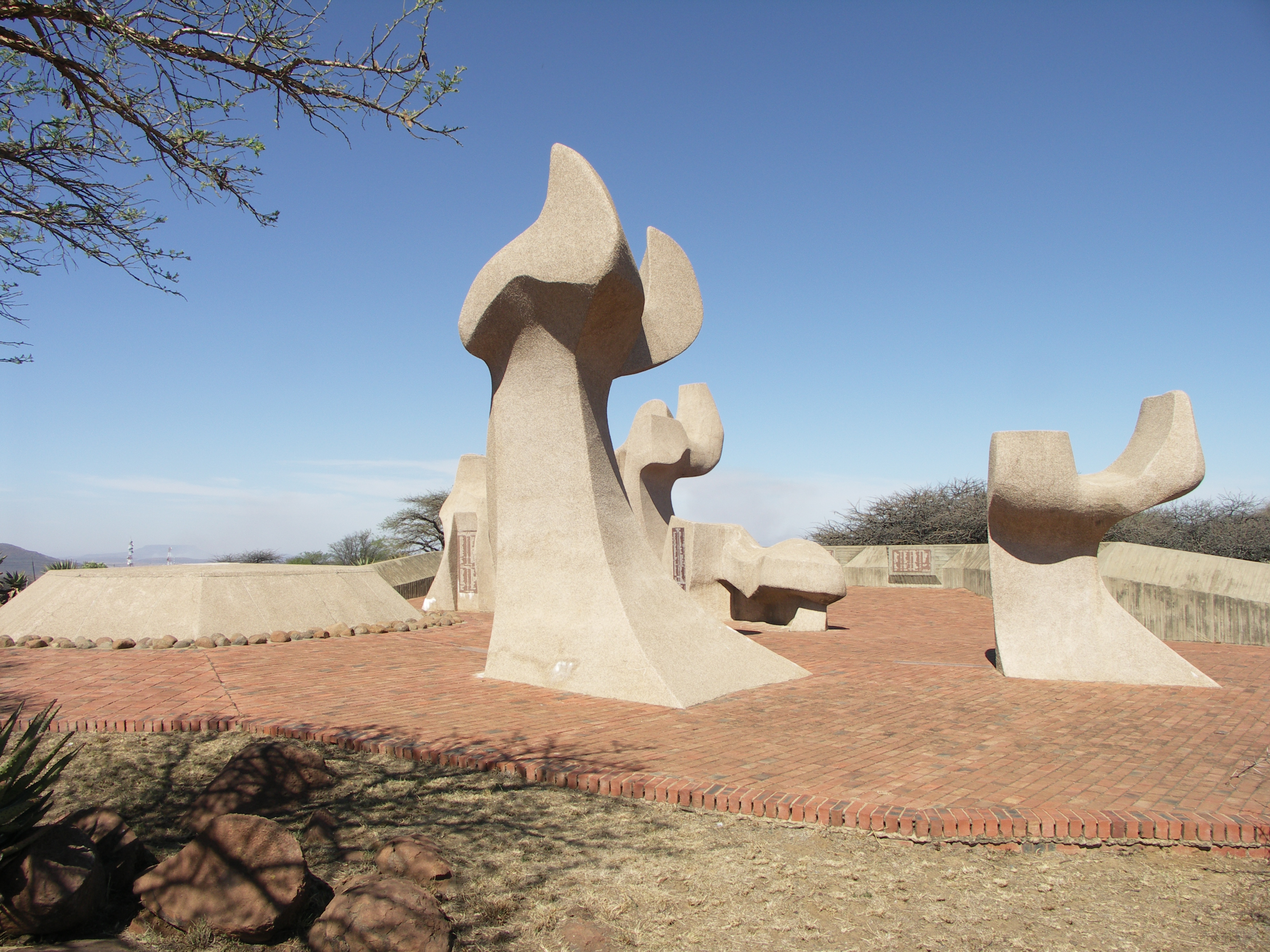

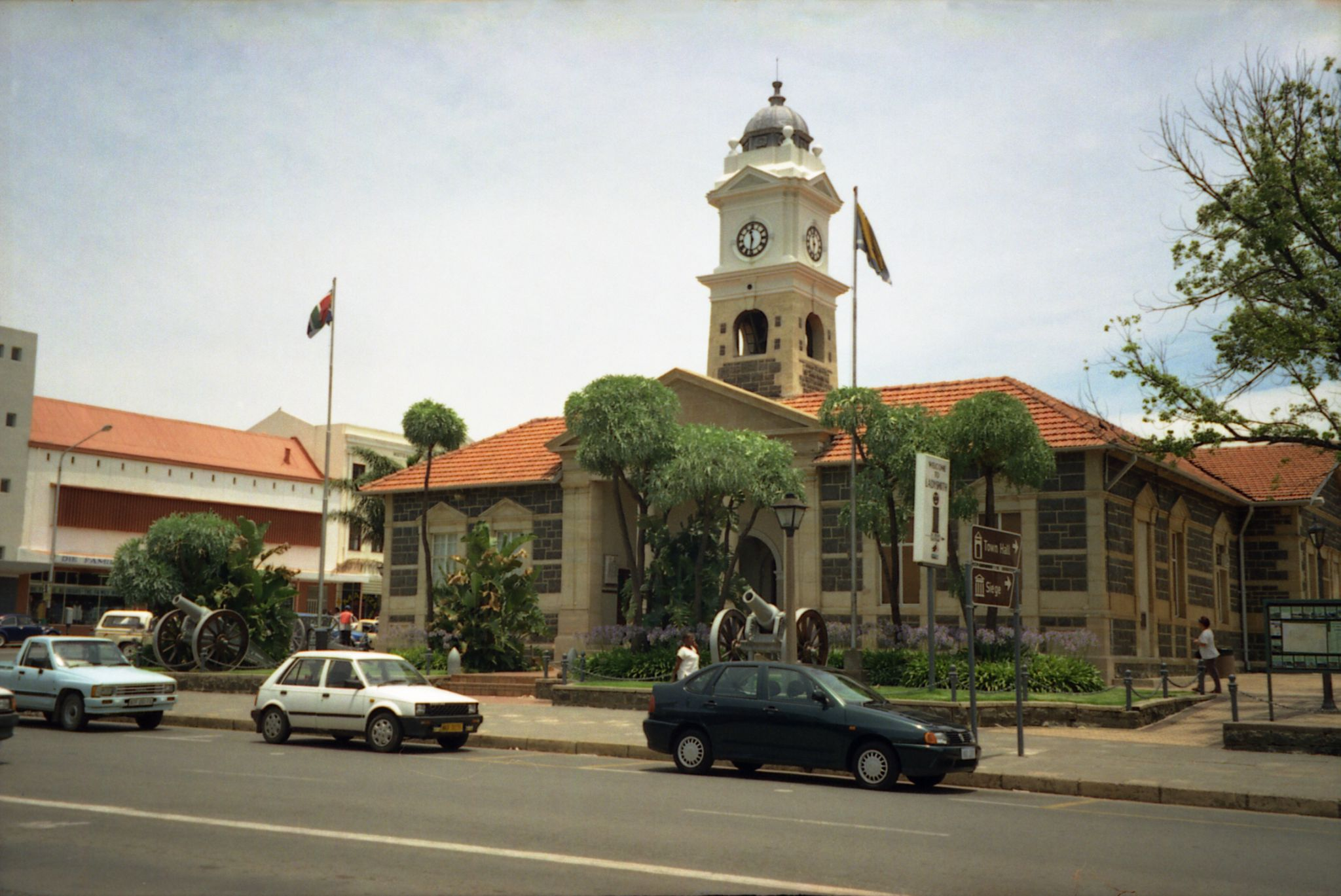

雷地史密斯是南非的城鎮，位於該國東北部，由夸祖魯-納塔爾省負責管轄，距離約翰內斯堡365公里，始建於1850年，面積91.97平方公里，2001年人口41,425，人口密度每平方公里450人。

## 外部連結
- Ladysmith Battlefields （页面存档备份，存于）
- Ladysmith, KwaZulu-Natal （页面存档备份，存于）